# 東タスマニア海台
東タスマニア海台（ひがしタスマニアかいだい、英：East Tasman Plateau）とは、オーストラリア大陸の東に存在する、大陸断片の1つである。東タスマニア海台は大陸性の岩石（大陸地殻）によってできていて、その周囲は海洋地殻によって取り囲まれている。

## 概要
約1億8000万年前にパンゲア大陸から分裂したゴンドワナ大陸は、さらに東ゴンドワナ大陸と西ゴンドワナ大陸とに分裂した。その後、このうちの東ゴンドワナ大陸は白亜紀に入るとさらに分裂するわけだが、この東ゴンドワナ大陸から分裂した大陸断片の1つが、東タスマニア海台である。東ゴンドワナ大陸は、現在のオーストラリア大陸と南極大陸も内包していたわけだが、この2つの大陸の分裂の過程において、この2つの大陸の間には、例えばジーランディアのような大陸断片が生じた。ただし、東タスマニア海台はジーランディアとは別の大陸断片、つまりジーランディアとはつながっていない。ジーランディアと分裂したのは約8300万年前だと考えられている。その後、現在のタスマニア島の南東部が分断して、取り残されてできたのが、この東タスマニア海台だと考えられている。このため、現在はオーストラリア大陸やタスマニア島などともつながっていない。東タスマニア海台は、海洋地殻によって囲まれた孤立した大陸性の岩石でできた場所、つまり大陸断片である。海洋底の拡大、つまりプレートテクトニクスの結果、このようなことが起こったと説明されている。なお、東タスマニア海台では約3600万年前に火山活動が起きていたと見られている。